# Stagmomantis heterogamia
Stagmomantis heterogamia es una especie de mantis de la familia Mantidae.

## Distribución geográfica
Se encuentra en Costa Rica y Panamá.